# Lijst van parochies van het vicariaat Waals-Brabant
Het vicariaat Waals-Brabant is het deel van het Belgische aartsbisdom Mechelen-Brussel dat in Wallonië gelegen is. Het vicariaat omvat de provincie Waals-Brabant. Er zijn 152 parochies die gegroepeerd zijn in 14 dekenaten.
De onderstaande lijst geeft een overzicht van de parochies. Per parochie wordt de naam gegeven (dit is ook de naam van de patroonheilige); het dorp, gehucht of wijk dat met de parochie overeenkomt; de administratieve gemeente waarin de parochie (grotendeels) ligt; en de kerk.

## Dekenaat Brakel
Het dekenaat Brakel omvat de gemeenten Eigenbrakel en Kasteelbrakel.

## Dekenaat Geldenaken
Het dekenaat Geldenaken omvat de gemeenten Geldenaken en Incourt.

## Dekenaat Genepiën - Villers-la-Ville
Het dekenaat Genepiën - Villers-la-Ville omvat de gemeenten Genepiën en Villers-la-Ville.

## Dekenaat Graven - Bevekom
Het dekenaat Graven - Bevekom omvat de gemeenten Bevekom, Chaumont-Gistoux en Graven.

## Dekenaat Lasne
Het dekenaat Lasne omvat de gemeente Lasne.

## Dekenaat Nijvel
Het dekenaat Nijvel omvat de gemeente Nijvel.

## Dekenaat Orp
Het dekenaat Orp omvat de gemeenten Hélécine en Orp-Jauche.
| Parochie              | Stad/dorp/wijk                         | Gemeente   | Kerk                      |
| Sint-Foillan          | Énines                                 | Orp-Jauche | Sint-Foillankerk          |
| Sint-Pieter en Paulus | Folx-les-Caves                         | Orp-Jauche | Sint-Pieter en Pauluskerk |
| Sint-Martinus         | Geten                                  | Orp-Jauche | Sint-Martinuskerk         |
| Sint-Pieter           | Jandrain (Jandrain-Jandrenouille)      | Orp-Jauche | Sint-Pieterskerk          |
| Sint-Theobald         | Jandrenouille (Jandrain-Jandrenouille) | Orp-Jauche | Sint-Theobaldkerk         |
| Sint-Pieter en Paulus | Linsmeel                               | Hélécine   | Sint-Pieter en Pauluskerk |
| Sint-Martinus         | Marilles                               | Orp-Jauche | Sint-Martinuskerk         |
| Sint-Sulpicius        | Neerheylissem                          | Hélécine   | Sint-Sulpiciuskerk        |
| Sint-Lambertus        | Nodrenge (Marilles)                    | Orp-Jauche | Sint-Lambertuskerk        |
| Sint-Joris            | Noduwez                                | Orp-Jauche | Sint-Joriskerk            |
| Sint-Martinus         | Opheylissem                            | Hélécine   | Sint-Martinuskerk         |
| Sint-Maarten en Adela | Orp-le-Grand                           | Orp-Jauche | Sint-Maarten en Adelakerk |

## Dekenaat Ottignies-Louvain-la-Neuve - Court-Saint-Étienne
Het dekenaat Ottignies-Louvain-la-Neuve - Court-Saint-Étienne omvat de gemeenten Court-Saint-Étienne, Mont-Saint-Guibert en Ottignies-Louvain-la-Neuve.

## Dekenaat Perwijs
Het dekenaat Perwijs omvat de gemeenten Perwijs en Ramillies.

## Dekenaat Rixensart
Het dekenaat Rixensart omvat de gemeenten Rixensart en Terhulpen.

## Dekenaat Tubeke
Het dekenaat Tubeke omvat de gemeenten Itter, Rebecq en Tubeke.

## Dekenaat Walhain
Het dekenaat Walhain omvat de gemeenten Chastre en Walhain.

## Dekenaat Waver
Het dekenaat Waver omvat de gemeente Waver.

## Dekenaat Waterloo
Het dekenaat Waterloo omvat de gemeente Waterloo.